# إرثروز
الإرثروز (بالإنجليزية: Erythrose)‏ هو سكر رباعي من الكربوهيدرات يمتلك الصيغة الجزيئية C4H8O4.وهو يمتلك مجموعة ألديهيد واحدة ولذا فهو من عائلة السكريات الألديهيدية.والمتصاوغ الطبيعي هو D-إرثروز.

إسقاط فيشر Fischer projections

الإرثروز هو عامل مضاد للسرطان.وهو جزيء صغير جدا حيث أن وزنه الذري هو 120 أي ما يعادل ثلثي الوزن الذري للغلوكوز الذي هو الوقود العام للجسم البشري.حيث أم جسم الإنسان يمتلك تحملا عاليا للغلوكوز.سكر الدم قد يصل إلى 8 ملي مول بعد وجبة طبيعية.
الإرثروز 4-فسفات يساهم في مسار فسفات البنتوز في جسم الإنسان.
الإرثروز يستخدم كوقود في الجسم البشري كالغلوكوز.والنواتج النهائية هي ثاني أكسيد الكربون و الماء.
الإرثرولوز هو متصاوغ من الأرثروز وهو عديم السمية حيث أن سميته منخفضة جدا.
الإرثروز يمكن أن يستخدم كمصدر وحيد للطاقة من قبل البكتيريا التأكسدية.